# Spanische Eroberung Perus

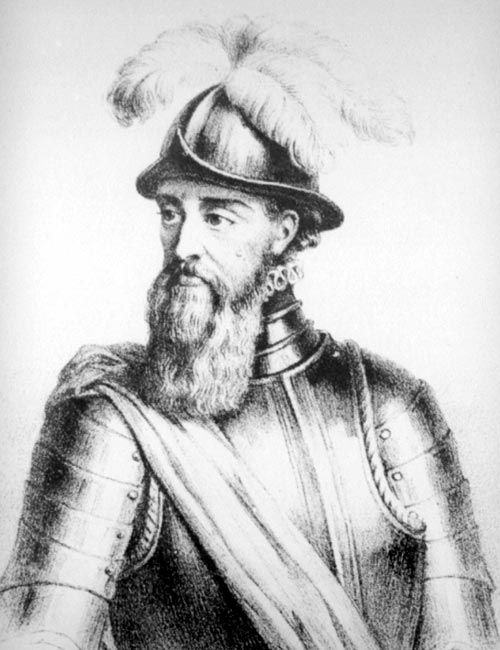
Francisco Pizarro

Unter Pachacútec begann 1438 die gewaltige Expansion des Inkareichs (dunkelrot: Gebiet vor 1438)

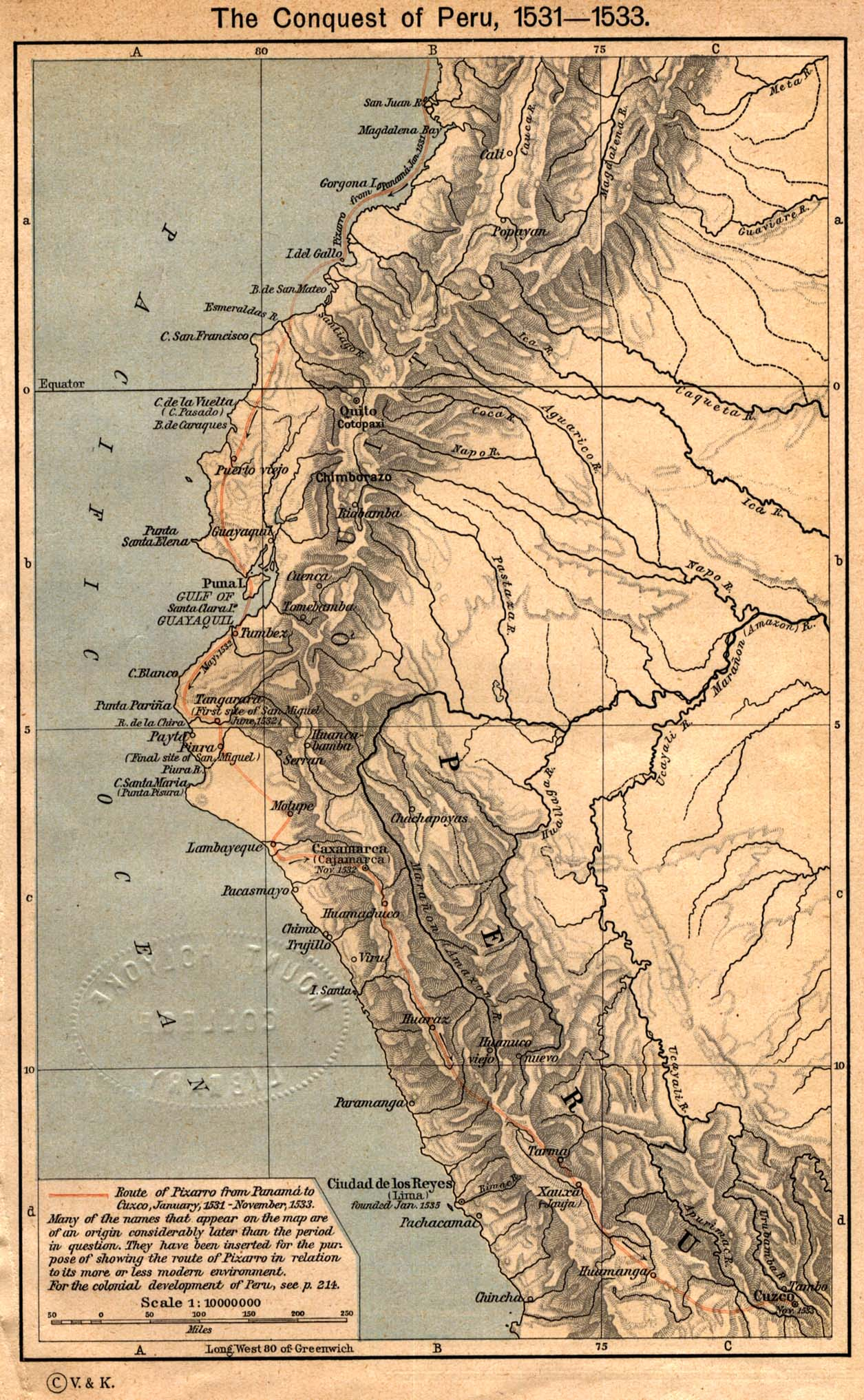
Pizarros Route bei der Eroberung

Die spanische Eroberung Perus beendete die Herrschaft des Reiches der Inka über große Teile des westlichen Südamerika und machte Spanien zusammen mit der Eroberung Mexikos endgültig zu einer Weltmacht der Frühen Neuzeit. Sie begann 1532/1533 mit der Gefangennahme des Inkaherrschers Atahualpa und der Einnahme der Hauptstadt Cusco durch Francisco Pizarro und wurde 1572 mit der Eroberung der Stadt Vilcabamba vollendet.

## Ausgangssituation

### Das Reich der Inka
Das Reich der Inka, Tawantinsuyu genannt, erstreckte sich zum Beginn des 16. Jahrhunderts über die Küsten- und Andenregionen der heutigen Staaten Peru, Ecuador und Bolivien sowie kleinere Teile von Kolumbien, Chile und Argentinien. Es besaß durch sein Straßennetz eine hervorragende Infrastruktur und war straff organisiert. Allerdings war das Reich innerlich nicht gefestigt: Erst wenige Jahrzehnte zuvor waren weite Gebiete dem Reich angegliedert und die dort ansässigen Stämme und Völker unterworfen worden.

### Bürgerkrieg im Inkareich
Alle Macht lag in den Händen des Herrschers, Sapa Inka genannt. Das gesamte Reich war auf seine Hauptstadt Cusco ausgerichtet, doch Huayna Cápac, der seit 1493 als Sapa Inka regierte, bevorzugte als seine Hauptresidenz das erst unter seinem Vorgänger eroberte Quito. Zur Jahreswende 1527/28 änderten sich die Dinge jedoch, denn eine Epidemie erfasste das Inkareich. Huayna Cápac erlag im Mai 1528 der Krankheit, ebenso sein Sohn und designierter Nachfolger Ninan Cuyochi. Der Adel der Hauptstadt Cusco bestimmte Huayna Cápacs Sohn Huáscar zum neuen Sapa Inka. Dessen Halbbruder Atahualpa, der in Quito residierte und sich auf Huayna Cápacs Generäle Quizquiz, Rumiñahui und Chalcuchímac stützen konnte, weigerte sich aber, ihm Gefolgschaft zu leisten. Die Folge war ein dreijähriger, erbittert geführter Bürgerkrieg, in den auch die unterworfenen Völker hineingezogen wurden.

### Spanische Expansion in Amerika
In den zwanzig Jahren nach der Entdeckung Amerikas 1492 durch Christoph Kolumbus hatte das Königreich Spanien die großen Inseln der Karibik in Besitz genommen und begann nun seine Expansion auf dem Festland. Die bedeutendste Erwerbung war die Eroberung Mexikos (1519 bis 1521) mit seinen reichen Silberminen. Zeitgleich hatte die Erkundung des nordwestlichen Südamerika begonnen. Vasco Núñez de Balboa überquerte 1513 die Landenge von Panama und entdeckte als erster Europäer das Südmeer (Pazifik), das zunächst vor allem als möglicher Zugang nach Indien von Bedeutung war. 1519 wurde am Pazifik die Stadt Panama gegründet.

## Spanische Erkundungen

### Das Goldland im Süden
In Panama hörten die Spanier die ersten Gerüchte über ein goldreiches Land „Birú“ im Süden. Eine erste Expedition unter der Führung von Pascual de Andagoya gelangte 1522 bis zum Río San Juan in Kolumbien, musste dann aber die Reise beenden, da Andagoya ernsthaft erkrankte. Seine beiden kleinen Schiffe wurden 1524 von drei Bürgern der Stadt Panama gekauft: Francisco Pizarro, Diego de Almagro und dem Priester Hernando de Luque.
Francisco Pizarro stammte aus der Extremadura und war 1502 nach Amerika gekommen. Er hatte an Expeditionen zur Karibikküste Südamerikas teilgenommen und auch an Balboas Überquerung der Landenge von Panama. Die drei Männer taten sich zusammen, um das Land Birú zu finden. Pizarro sollte die Expedition leiten, Almagro die Logistik und de Luque die Finanzierung übernehmen.

### Pizarros erste Reise
Im November 1524 brach Pizarro mit ca. 100 Mann und vier Pferden auf zwei kleinen Brigantinen auf. Die Fahrt führte sie 1525 die kolumbianische Pazifikküste entlang bis an den Río San Juan. Man fand aber keine Reichtümer, nur Hunger, Krankheit und feindselige Indianer. Viele Männer kamen ums Leben, Pizarro wurde mehrfach im Kampf verletzt, und Almagro, der mit Verstärkung gefolgt war, verlor ein Auge.
Trotz dieses Fehlschlags waren die drei Partner entschlossen, die Unternehmung fortzuführen, und konnten mit Mühe den Gouverneur von Goldkastilien (Panama), Pedro Arias Dávila, dazu bewegen, eine zweite Fahrt zu gestatten. Die Partnerschaft von Pizarro, Almagro und de Luque wurde nun auch vertraglich fixiert.

### Pizarros zweite Reise
Die zweite Expedition begann im März 1526. Beteiligt waren nun auch der Seekapitän Bartolomé Ruiz und der griechische Artillerist Pedro de Candía. Die Reise verlief zunächst wie die erste. Über hundert Spanier kamen durch Hunger, Krankheiten oder Kaimane um. Nachdem die Expedition über ein Jahr gedauert hatte, beschloss man im Mai 1527, dass Pizarro mit einem großen Teil der Männer auf der Hahneninsel in der Bucht von Tumaco warten sollte, während Almagro in Panama Nachschub besorgen sollte. Gouverneur Dávila wollte jedoch keinen weiteren Aderlass seiner Kolonie. Er verbot Almagro, weitere Männer anzuwerben, und entsandte Kapitän Juan Tafur zur Hahneninsel mit dem Befehl, alle Männer zurückzuholen.

#### Die Dreizehn von der Hahneninsel
Als Tafur im August auf der Hahneninsel ankam, wurde er freudig als Retter begrüßt. Pizarro jedoch weigerte sich, geschlagen umzukehren, und überzeugte dreizehn weitere Männer, seinem Beispiel zu folgen. Diese wurden später als die „Dreizehn von der Hahneninsel“ (trece de la fama) bekannt.
Pizarro und die Dreizehn harrten weitere fünf Monate aus – zunächst auf der Hahneninsel und dann auf der weiter im Meer und damit geschützter gelegenen Insel Gorgona. Schließlich erschien Bartolomé Ruiz mit Verstärkung: Der Gouverneur hatte erlaubt, die Expedition noch sechs Monate fortzusetzen. Drei Spanier, die zu krank zum Reisen waren, blieben auf der Insel.

#### Erste Kontakte mit dem Inkareich
Die weitere Fahrt nach Süden war nun endlich erfolgreicher. Im April 1528 erreichten sie Tumbes im Norden des heutigen Peru, das wenige Jahre zuvor dem Inkareich einverleibt worden war. Nach jahrelanger Suche hatten sie die Hochkultur der Inkas entdeckt. Sie wurden freundlich empfangen und man tauschte Geschenke aus. Der dortige Statthalter schickte Boten zu Huayna Cápac, um ihn von der Begegnung mit den Gästen zu unterrichten. Doch als die Boten im Lager des Sapa Inka ankamen, war dieser bereits erkrankt.
Die Spanier fuhren mittlerweile weiter südwärts zum Río Santa und machten sich danach auf die Rückfahrt. Drei Spanier beschlossen, in Tumbes zu bleiben. Auf der Gorgoneninsel wurden die drei zurückgelassenen Männer mitgenommen, und mit Zeugnissen der Kultur von Tumbes – Keramik, Kleidungsstücken, metallenen Gefäßen – sowie zwei Indios, Felipillo und Martinillo, die zu Dolmetschern ausgebildet werden sollten, kehrten sie nach Panama zurück.

### Pizarro reist nach Spanien
Da Pedro de los Ríos, der neue Gouverneur in Panama, dem Unternehmen ablehnend gegenüberstand, beschlossen die drei Partner, dass Pizarro nach Spanien reisen und sich direkt an König Karl  wenden sollte. Im September 1528 brach Pizarro auf und traf sechs Monate später in Sevilla ein. In Toledo traf er Hernán Cortés, mit dem er entfernt verwandt war. Cortés hatte wenige Jahre zuvor das Aztekenreich in Mexiko erobert, indem er sich der Person des Herrschers bemächtigt und die Unterstützung von den Azteken unterworfener Stämme gewonnen hatte.
Nach langen Verhandlungen mit dem Indienrat schloss Pizarro einen Vertrag mit der Krone, die Capitulación von Toledo, die am 26. Juli 1529 in Abwesenheit des Königs von Königin Isabella unterzeichnet wurde. Hierin wurde Pizarro zur Erforschung und Eroberung der nun Neukastilien genannten Provinz Peru ermächtigt. Er wurde zum Generalkapitän der Provinz ernannt, sein Partner Almagro hingegen nur zum Gouverneur der Stadt Tumbes. Die Dreizehn von der Hahneninsel wurden zu Hidalgos ernannt. Pizarro wurde verpflichtet, in Spanien mindestens 150 Männer zu rekrutieren und binnen sechs Monaten nach Amerika aufzubrechen.
Francisco Pizarro reiste nun in seine Heimatstadt Trujillo in der Extremadura, wo er seine Halbbrüder Hernando, Juan und Gonzalo und weitere Männer überzeugte, mitzukommen. Im Januar 1530 brach er nach Amerika auf. Es war ihm nicht gelungen, so viele Männer anzuwerben, wie es der Vertrag verlangte, aber er erklärte den Beamten in Sevilla, die übrigen seien schon vorausgefahren.

## Die Eroberung

### Pizarros dritte Reise

#### Aufbruch
Nach weiteren monatelangen Vorbereitungen in Panama brach Pizarro am 20. Januar 1531 nach Peru auf. Mit ihm waren 180 Mann zu Fuß und 37 Berittene. Sie gingen am Río Esmeraldas, im Norden des heutigen Ecuador an Land und zogen danach monatelang die ecuadorianische Küste entlang, wieder dem mörderischen Tropenklima, Hunger und Krankheiten ausgesetzt. Im Dorf Coaque erbeuteten sie Smaragde und Gold, das Pizarro nach Panama schickte, um dort weitere Männer anzuwerben. Per Schiff kam Sebastián de Belalcázar mit 30 Mann Verstärkung. Zum Jahreswechsel erreichten sie die Insel Puná, 50 km nördlich von Tumbes.

#### In Tumbes
Im April 1532 erreichten die Spanier erneut Tumbes, doch der Empfang war völlig anders als erwartet. Die ersten Spanier wurden in einen Hinterhalt gelockt und ermordet. Der Ort war zerstört, die drei Männer, die auf Pizarros zweiter Reise in Tumbes geblieben waren, waren getötet worden. Die Spanier erfuhren nun von dem Bürgerkrieg, der zu dieser Zeit gerade zu Ende ging, und dass Tumbes auf Atahualpas Befehl zerstört worden war, weil die Bewohner Huáscar unterstützt hatten. Die Soldaten sahen sich von Pizarro betrogen und einige entschieden sich für die Rückkehr nach Panama, aber Pizarro gelang es, die meisten zur Fortsetzung der Unternehmung zu bewegen. Per Schiff kam Hernando de Soto aus Nicaragua mit 100 Mann Verstärkung.

#### Gründung von San Miguel
Am 16. Mai gab Pizarro den Marschbefehl nach Süden. Der Weg führte zunächst entlang einer Inkastraße durch die Sechura-Wüste. Pizarro gelang es, kleinere lokale Stämme für sich zu gewinnen, die zum Teil erst einige Jahre zuvor ihre Unabhängigkeit verloren hatten. Nahe der Küste gründete Pizarro am 15. August 1532 am Río Chira seinen ersten Stützpunkt, die Siedlung San Miguel.
Von dort aus unternahm Hernando de Soto eine erste Erkundung des Andenhochlands und erreichte Cajas und Huancabamba. Hier traf er auf Ciquinchara, einen Kundschafter, den Atahualpa entsandt hatte, um die Fremden auszuspionieren. Pizarro erfuhr nun, dass Atahualpa kurz vor dem Sieg im Bruderkrieg stand und in der Stadt Cajamarca weilte, und gab dem Botschafter Geschenke mit.

#### Zug nach Cajamarca
Am 24. September 1532 rückte Pizarro weiter nach Süden vor – zunächst am Rand der Sechura-Wüste, bevor am 8. November der steile Aufstieg zum Andenhochland begann, dem eigentlichen Inkareich. Auf ihrem Weg in die Anden wurden sie stetig von Atahualpas Spähern beobachtet, aber nicht aufgehalten. Atahualpa wurde berichtet, es handle sich um eine unbedeutende Zahl von Fremden, die man leicht besiegen könne. Er hatte vor, sie gefangen zu nehmen und ihre Kenntnisse über Pferde und Waffen zu nutzen. Während sich die Spanier Cajamarca näherten, erhielt er die Nachricht, dass der Bürgerkrieg siegreich beendet war. Sein General Quizquiz hatte Cusco eingenommen und Huáscar gefangen genommen.
Die Spanier erhielten Besuch eines Botschafters Atahualpas, der sie mit freundlichen Worten im Namen des Inkas begrüßte. Pizarro wiederum sandte einen befreundeten Kaziken mit einer Botschaft zu Atahualpa, in der er ihn seiner Freundschaft versicherte. Der Kazike kam nach einigen Tagen zurück: Atahualpa habe ein riesiges Heer versammelt, er wolle die Spanier gefangen nehmen, sein Botschafter sei in Wahrheit ein Spion und er selbst sei beinahe umgebracht worden. Derart gewarnt zogen die Spanier weiter und erreichten am 14. November 1532 Cajamarca.

### Atahualpa als Gefangener

#### Erste Begegnung mit Atahualpa
Die Stadt Cajamarca war fast menschenleer. Außerhalb der Stadt lagerte Atahualpa mit seinem rund 30.000–40.000 Mann umfassenden Heer. Pizarro sandte Hernando de Soto sowie seinen Bruder Hernando als Botschafter zu ihm. Atahualpa empfing die beiden und erklärte, er werde die Spanier am folgenden Tag in Cajamarca besuchen.

#### Pizarro nimmt Atahualpa gefangen

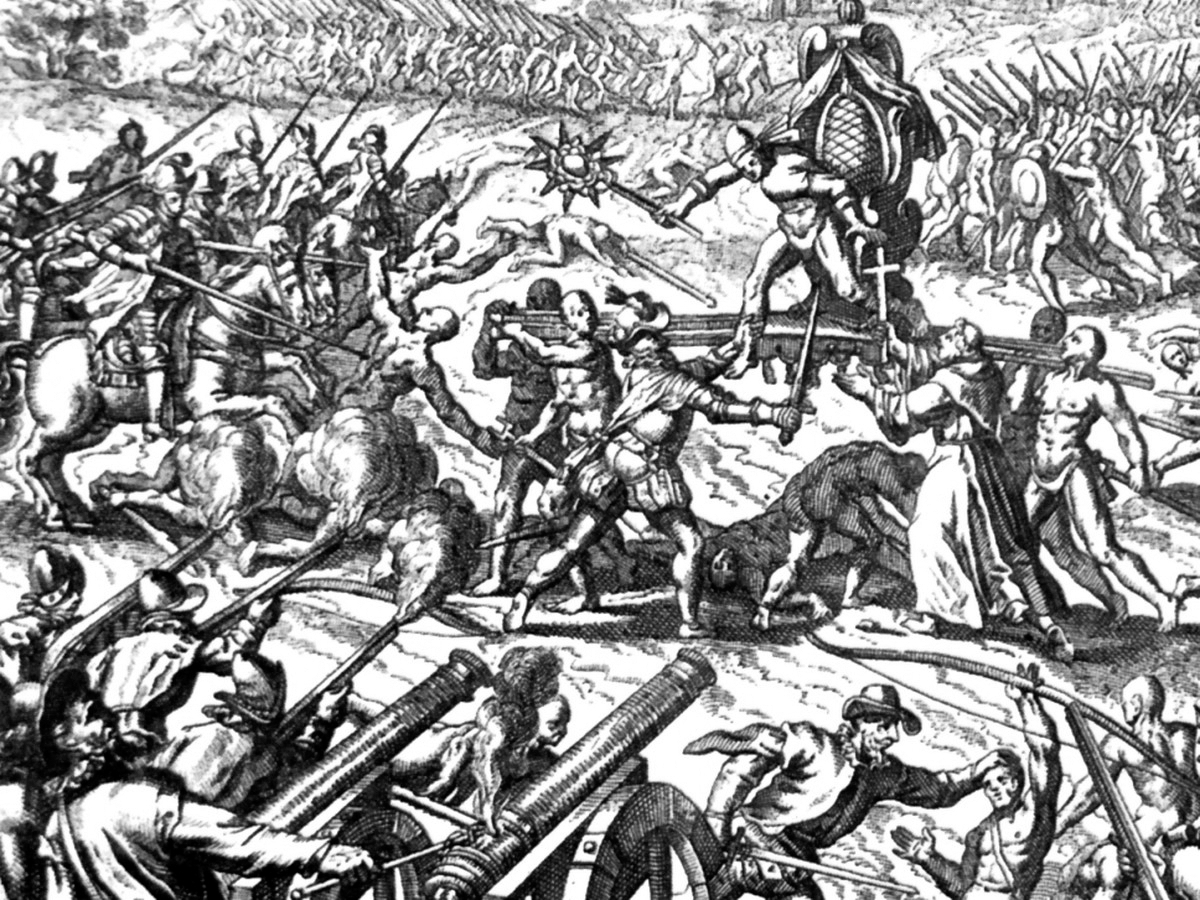
Die Schlacht von Cajamarca in einer künstlerischen Darstellung

Die Spanier verbrachten die Nacht kampfbereit und voller Furcht. Francisco Pizarro fasste den Plan, Atahualpa in einen Hinterhalt zu locken. Er verteilte seine Begleiter in drei Gebäuden in der weitläufigen Palastresidenz, die den Platz umgaben, und ließ sie sich dort in der Deckung in aller Stille auf den Kampf vorbereiten.
Am folgenden Tag wurde Atahualpa in einer langen, Stunden dauernden Prozession von seinen wichtigsten Adeligen auf einer Sänfte in die Stadt getragen. Auf dem Hauptplatz war kein Spanier zu sehen. Dann trat der Priester Vicente de Valverde vor und erklärte, er sei ein Priester und gekommen, die Indianer Gottes Worte zu lehren. Der Inkamonarch fragte ihn, worauf er seinen Glauben stütze, und der Priester hielt ihm seine Bibel hin. Atahualpa sah sie sich an, warf dann das Buch zornig fort und hielt den Spaniern vor, sie hätten sich auf ihrem Zug durch das Land an seinem Besitz vergriffen und müssten dafür bezahlen. Daraufhin gab Pizarro den Befehl zum Angriff. Die Spanier eröffneten mit ihren Arkebusen und ihren zwei Kanonen das Feuer und stürmten auf den Platz. Durch die berittenen Soldaten und die lauten Schüsse entstand eine Massenpanik; wer nicht von den Spaniern erschossen oder mit Schwerthieben niedergemacht wurde, den trampelte die angstvolle Menschenmenge zu Tode. Bei diesem Gemetzel, das später die Schlacht von Cajamarca genannt wurde, starben Berichten zufolge zwischen 2.000 und 8.000 Indios, während die Spanier fast keine Verluste zu beklagen hatten. Atahualpa wurde unverletzt gefangen genommen.

#### Atahualpa bietet ein Lösegeld

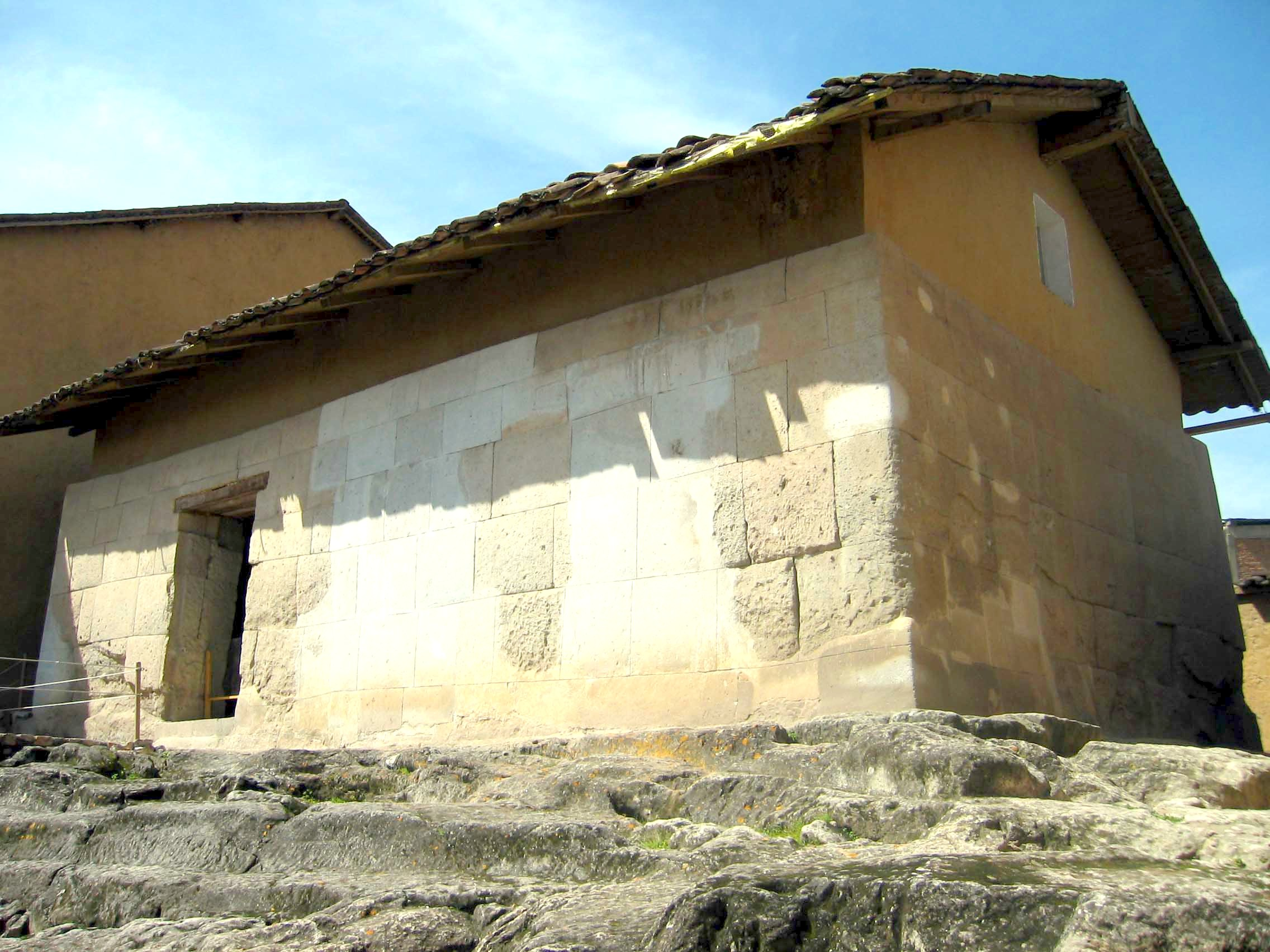
Cuarto del Rescate in Cajamarca, wo Atahualpa gefangen gehalten wurde

Mit Atahualpa hatte Pizarro den entscheidenden Machtfaktor in seiner Hand. Der König war gefangen, hatte aber immer noch die Befehlsgewalt über seine Generäle und sein Volk. Da er die Gier der spanischen Invasoren nach Gold erkannte, schlug er vor, sich freikaufen zu lassen. Seine Untertanen sollten binnen zweier Monate seine Zelle bis zu der Höhe mit Gold füllen, die er selbst mit der Hand auf Zehenspitzen erreichte. Als Francisco Pizarro überrascht zögerte, bot er ihm zwei weitere Räume voller Silber an. Pizarro akzeptierte. In den folgenden Monaten wurden auf Atahualpas Befehl im ganzen Land Tempel und Paläste geplündert, um das Lösegeld beizubringen.

#### Expeditionen nach Pachacámac und Cusco
Als die Wochen vergingen und sich Pizarro beklagte, dass das Gold zu langsam käme, schlug Atahualpa vor, die Spanier sollten den Abtransport selbst überwachen. So kam es, dass Hernando Pizarro mit zwanzig Reitern eine dreimonatige Reise unternahm, die ihn 600 km südwärts an die Küste führte, zum Heiligtum von Pachacámac, in der Nähe des heutigen Lima. Dieser Tempel war schon lange ein religiöses Zentrum gewesen und erst spät von den Inkas erobert worden. Aus Sicht der Spanier war die Reise eine Enttäuschung, weil die Priester die Schätze versteckt hatten, aber auf der Rückreise kamen sie nach Jauja, wo sie Atahualpas General Chalcuchímac trafen. Hernando Pizarro gelang es, Chalcuchímac zu überzeugen, ihn nach Cajamarca zu begleiten. Damit geriet der gefürchtete General in seine Hände.
Drei andere Spanier und ein adeliger Inka wurden in Sänften in die Hauptstadt Cusco gebracht und überbrachten Atahualpas General Quizquiz dessen Befehl, ihnen das Gold der Stadt, insbesondere auch des Tempels Coricancha auszuhändigen, was dieser auch tat.

#### Ermordung Huáscars
Atahualpa befürchtete, dass Pizarro Huáscar befreien und sich mit ihm verbünden könnte. Darum ließ er Huáscar und weitere Rivalen umbringen. Pizarro gegenüber sagte er aus, dies sei gegen seinen Willen geschehen. Pizarro ließ es dabei bewenden.

#### Verteilung der Beute
Am 14. April 1533 traf Almagro in Cajamarca ein und brachte 150 Männer – eine Verdoppelung der spanischen Streitmacht. Für die Neuankömmlinge war die Ankunft eine herbe Enttäuschung, da sie an dem Lösegeld keinen Anteil haben sollten. Almagro und seine Männer drängten daher darauf, weiter nach Cusco zu ziehen und sich der Reichtümer der Inka-Hauptstadt zu bemächtigen.
Mitte Mai war das versprochene Gold und Silber ausgehändigt und wurde nun eingeschmolzen. Unersetzliche Inkakunst wurde damit unwiederbringlich zerstört. Die Beute betrug 1.326.539 Pesos (6092 kg) Gold und 51.610 kastilische Mark (11.705 kg) Silber. Ein Fünftel stand dem König zu, das meiste wurde an Pizarros Männer verteilt,  Almagros Männer erhielten nur einen sehr geringen Anteil. Viele von Pizarros Männern machten sich nun auf die Heimkehr. Auch Hernando Pizarro reiste ab, um dem König zu berichten.

#### Hinrichtung Atahualpas
Die Spanier waren immer noch in einer prekären Situation: In Cajamarca waren sie isoliert im Landesinneren, umgeben von Zehntausenden von Kriegern unter dem Kommando von Atahualpas Heerführern. Unter diesen Umständen wäre eine Freilassung Atahualpas Selbstmord gewesen. Insbesondere Almagro plädierte dafür, sich des Inkas zu entledigen. Als Gerüchte aufkamen, dass auf Atahualpas Befehl ein Angriff bevorstand, gab das den Ausschlag. In einem eilig einberufenen Gerichtsprozess wurde der Inka aufgrund einer fadenscheinigen Anklage zum Tode verurteilt. Atahualpas größte Fürsprecher – Hernando Pizarro, der nach Spanien unterwegs war, und Hernando de Soto, der auf Kundschaft war – waren dabei nicht zugegen.
Am 26. Juli 1533 wurde Atahualpa mit der Garrotte öffentlich hingerichtet. Zuvor hatte er sich taufen lassen, weil ihm zugesagt wurde, dass er in diesem Fall nicht verbrannt würde. Man gab ihm ein christliches Begräbnis. Für diesen Königsmord wurde Francisco Pizarro später selbst von spanischen Chronisten, wie etwa Pedro de Cieza de León stark kritisiert, der diese Tat als „das Widerwärtigste, was wir Spanier in Westindien je taten“ bezeichnete. Es wird auch berichtet, dass der Dolmetscher Felipillo aus Rachemotiven falsch übersetzt habe, aber dies war vermutlich nur ein Versuch, einen Sündenbock zu schaffen.

### Zug nach Cusco
Pizarro und Almagro befahlen nur den Marsch nach Cusco. Ein jüngerer Bruder Huáscars, Túpac Huallpa, wurde von Pizarro zum neuen Sapa Inka ernannt und schwor ihm Loyalität.

#### In Jauja
Jauja lag auf halbem Wege nach Cusco. Hier wurden die Spanier von Truppen aus Atahualpas Streitkräften angegriffen, konnten sie aber mit Hilfe der einheimischen Huanca besiegen. In Jauja starb Túpac Huallpa unter ungeklärten Umständen. General Chalcuchímac, den die Spanier gefangen mitführten, wurde später beschuldigt, für dessen Tod verantwortlich zu sein, und hingerichtet. Einige Spanier blieben in Jauja, das damit der erste dauerhafte Stützpunkt der Spanier im Hochland wurde.

#### Einnahme von Cusco
Quizquiz unternahm noch mehrere vergebliche Versuche, die Spanier auf ihrem weiteren Weg nach Cusco aufzuhalten. Schließlich gab er die Stadt auf, und am 15. November 1533 zogen die Spanier in Cusco ein.
Der dort ansässige Adel hatte zuvor fast ausschließlich Huáscar unterstützt, und die meisten waren auf Atahualpas Befehl mit ihren Frauen und Kindern niedergemetzelt worden. Pizarro einigte sich mit den überlebenden Adeligen auf die Einsetzung von Manco Cápac, einem weiteren Sohn des Huayna Cápac, als neuem Sapa Inka. Die Spanier plünderten die Goldschätze der Hauptstadt, soweit sie nicht schon als Lösegeld nach Cajamarca gebracht worden waren.

#### Kampf gegen Quizquiz
Quizquiz hatte zwar Cusco aufgegeben, stellte aber immer noch eine Bedrohung dar. Einen Angriff auf Jauja konnten die dort stationierten Spanier mit Hilfe der Huanca gerade noch abwehren. Pizarro entsandte Hernando de Soto gegen Quizquiz, und Manco stellte ihm große Truppenkontingente unter Führung seines Halbbruders Paullu zur Seite. Gemeinsam gelang es ihnen in der Schlacht von Maraycalla, Quizquiz zum Rückzug in den Norden zu zwingen.

### Eroberung des Nordens

#### Aufbruch in die Anden
In Cajamarca hatte Pizarro Sebastián de Belalcázar zu seinem nordperuanischen Stützpunkt San Miguel entsandt. Dort trafen nun immer mehr Spanier aus anderen Teilen Amerikas ein. Sie drängten darauf, den Norden des Inkareichs mit seiner Metropole Quito zu erobern, wo es große Reichtümer geben sollte. Belalcázar hatte dazu keine Befugnis, aber als er erfuhr, dass Pedro de Alvarado in Guatemala eine Streitmacht von 500 Spaniern aufgestellt hatte und mit ihnen nach Quito ziehen wollte, brach er im Februar 1534 mit 200 Mann auf eigene Faust in die Anden auf, um Alvarado zuvorzukommen.

#### Eroberung von Quito
Im nördlichen Inkareich, etwa dem heutigen Ecuador entsprechend, hatte General Rumiñahui Atahualpas Bruder Quilliscacha ermordet und die Macht übernommen. Im Gegensatz zu Quizquiz, der im Süden als Besatzer in feindlichem Gebiet gegen die Spanier hatte kämpfen müssen, hatte Rumiñahui im Norden seine Heimat und Machtbasis. Belalcázar fand aber starke Verbündete im Volk der Kañari, das unter Atahualpa schwer gelitten hatte, und es gelang ihm in blutigen Kämpfen, Rumiñahui zurückzudrängen. Als in einer Schlacht die spanisch-kañarischen Truppen in große Bedrängnis gerieten, wurden sie durch eine Eruption des Vulkans Tungurahua gerettet, die von den Inkatruppen als schlechtes Vorzeichen gedeutet wurde. Rumiñahui erkannte, dass er Quito nicht halten konnte, ließ die Schätze abtransportieren und die Stadt niederbrennen und zog sich in die Berge zurück. Belalcázar nahm das zerstörte Quito im Juli 1534 ein.
Im August traf Alvarado ein, und auch Almagro erschien, der von Cusco aus zur Hilfe geeilt war. Almagro kaufte Alvarado sein Kriegsmaterial und seine vorgeblichen Ansprüche ab, und Alvarados Männern wurde freigestellt, in Pizarros und Almagros Dienste zu treten.

#### Das Ende von Quizquiz und Rumiñahui
Als Quizquiz aus dem Süden zurückkehrte, sah er sich einer besetzten Stadt und einer neuen spanischen Armee gegenüber. Nach einer erneuten Niederlage beim ersten Aufeinandertreffen wollten seine  demoralisierten Truppen nicht mehr kämpfen, aber Quizquiz weigerte sich aufzugeben. Daraufhin wurde er von meuternden Offizieren erschlagen.
Rumiñahui leistete mit den Resten seiner Kämpfer weiterhin Widerstand, wurde aber ein Jahr später von den Spaniern gefangen genommen, gefoltert und hingerichtet.

## Konsolidierung

### Gründung von Lima
Francisco Pizarro hatte zunächst Jauja zur Hauptstadt von Neukastilien bestimmt. Da der im Hochland gelegene Ort aber nur schwer von Panama zu erreichen war, reiste Pizarro an die Küste und gründete im Januar 1535 Ciudad de los Reyes, das heutige Lima, als neue Hauptstadt.

### Almagros Zug nach Chile
Anfang 1535 traf ein Erlass Karls V. ein, der dem unzufriedenen Diego de Almagro ein eigenes Eroberungsrecht „Neutoledo“ südlich von Pizarros Herrschaftsgebiet einräumte. Im Juli desselben Jahres brach Almagro mit einer groß angelegten Expedition in Richtung Chile auf, das an der Südgrenze des Inkareichs lag. Manco gab ihm 12.000 Indios sowie seinen Bruder Paullu mit. Die Unternehmung dauerte fast zwei Jahre und endete in einem Fiasko.

### Manco Cápacs Aufstand
Die Beziehungen der Spanier zu Manco verschlechterten sich drastisch. Von Gonzalo und Juan Pizarro, die in Cusco geblieben waren, wurde Manco gedemütigt und nach einem Fluchtversuch Ende 1535 sogar in Ketten gelegt und misshandelt.
Am 18. April 1536 gelang ihm die Flucht aus Cusco, und Anfang Mai begann ein gründlich vorbereiteter Aufstand, der die Invasoren aus dem Lande jagen sollte.
Die Garnison in Jauja und die im Land verstreuten Spanier wurden vernichtet. Cusco wurde belagert, aber mehrfache Versuche, die Stadt zu erobern, scheiterten knapp. Francisco Pizarro, der einen Angriff auf Ciudad de los Reyes hatte abwehren können, versuchte vergeblich, seinen Brüdern Hilfe zu bringen, und sandte Hilfegesuche in die spanischen Kolonien Amerikas.
Fast ein Jahr war Cusco von der Außenwelt abgeschnitten. Die Belagerung endete, als Diego de Almagro von seiner erfolglosen Chile-Expedition zurückkehrte und sich zeitgleich eine Entsatztruppe unter Alonso de Alvarado von Lima aus näherte. Manco zog sich mit seiner verbliebenen Armee nach Vilcabamba zurück.
Nachdem Almagro die Stadt besetzt hatte, eskalierte der Streit zwischen ihm und den Brüdern Pizarro um die Herrschaft im Land. In der Schlacht von Las Salinas (26. April 1538) unterlag er den Pizarros und wurde hingerichtet.
Im Süden führten der Hohepriester Villac Umu und Mancos Onkel Tiso den Aufstand fort. Eine spanische Truppe, angeführt von Hernando und Gonzalo Pizarro und unterstützt durch Paullu und seine Armee, zog von Cusco ins heutige Bolivien, um die Region zu „befrieden“. Nach langen und schwierigen Kämpfen kapitulierten Tiso im Februar und Villac Umu im Oktober 1539. Manco, der bei Vilcabamba einem spanischen Kommandotrupp knapp entkommen war, wechselte nun endgültig auf Guerillataktik.

### Valdivia erobert Chile
1540 zog Pedro de Valdivia mit nur 150 Soldaten durch Hochgebirge und Wüste nach Chile. 1541 gründete er die Hauptstadt Santiago und baute in den folgenden Jahren eine koloniale Herrschaft auf. Damit konnte er nicht nur den südlichsten Teil des Inkareichs unter spanische Kontrolle bringen, sondern auch Gebiete darüber hinaus.

### Gründung des Vizekönigreichs Peru
Francisco Pizarro hatte das Land verwaltet und als Encomiendas an seine Mitstreiter verteilt. 1541 wurde er von Anhängern des hingerichteten Almagro ermordet. Daraufhin übernahm die spanische Krone die Verwaltung und gründete 1542 das Vizekönigreich Peru. Es folgten weitere unruhige Jahre, insbesondere eine Rebellion der encomenderos (1544–1548) unter der Führung von Gonzalo Pizarro. Nach deren Niederlage gelang es den Vizekönigen, eine stabile Verwaltung aufzubauen.

### Das Ende des Inkareiches
Manco Cápac leistete weiterhin Widerstand, bis er 1544 ermordet wurde. In den Jahren darauf versuchten die Vizekönige, seine Nachfolger Sayri Túpac und Titu Cusi Yupanqui zur Aufgabe und Unterwerfung unter die spanische Oberhoheit zu bewegen. Widerstand mit kleineren Überfällen wechselte mit Zeiten relativen Friedens ab.
Erst im Mai 1572 beendeten die Spanier die Existenz des Exilreiches von Vilcabamba durch einen Großangriff auf die Stadt. Vilcabamba wurde nahezu kampflos eingenommen; der letzte Sapa Inka, Túpac Amaru, Manco Cápacs jüngster Sohn, wurde nach wochenlanger Flucht gefangen genommen und am 24. September 1572 in Cusco öffentlich hingerichtet. Mit der Eroberung Vilcabambas erlosch das zuvor so mächtige Reich der Inka endgültig.

## Gründe für den Erfolg der Spanier
Dass es wenigen hundert Männern gelang, ein solch gewaltiges Reich zu erobern, war nur durch eine Kombination günstiger Umstände möglich.
Die Spanier, die über Jahrhunderte die Mauren bekämpft und aus Spanien vertrieben hatten (Reconquista), konnten auf eine Rittertradition zurückblicken und galten als die besten Soldaten Europas. Wie man auch ihre Motive und Taten moralisch bewerten mag, sie zeigten bewundernswerte Zähigkeit und Tapferkeit. Ihre Waffen aus Toledostahl waren denen der Inkas weit überlegen, Helme und Rüstungen machten sie weitgehend unverwundbar. Die noch recht unhandlichen Schusswaffen waren demgegenüber von eher geringer militärischer Bedeutung, hatten aber eine große psychologische Wirkung. Den größten Vorteil aber boten die Pferde: Reiter waren Kämpfern zu Fuß weit überlegen und konnten zudem schnell und überraschend auftauchen. Es ist bezeichnend, dass die Indianer im westlichen Nordamerika und die Mapuche in Chile, die Zeit hatten, das Reiten und europäische Kampftechniken zu lernen, den Europäern lange widerstehen konnten.
Atahualpa traf verhängnisvolle Fehlentscheidungen, weil er Pizarros kleine Schar unterschätzte. Auch ahnte er nicht, dass sie die Vorhut einer großen Invasion waren und dass sein Lösegeld nur weitere Spanier ins Land locken würde. Die Inka waren durch Ozean, Regenwald und Wüste vom Rest der Welt abgeschnitten gewesen und konnten zu Recht annehmen, dass ihr Reich nahezu die gesamte zivilisierte Welt umfasste. Die Spanier hingegen waren die Begegnung mit anderen Hochkulturen gewohnt und konnten dabei auf Erfahrungen bis in die Antike zurückgreifen – nicht zuletzt, weil sie die Schrift kannten. Dass die Inka die Spanier für Götter gehalten haben sollen, ist hingegen ein Mythos, der erst Jahrzehnte nach der Conquista entstand.
Aus Europa eingeschleppte Krankheitserreger hatten bereits vor Pizarros Ankunft verheerend unter der Bevölkerung gewütet und das Reich geschwächt.
Auch der Zufall half den Spaniern: Pizarro zog in die Anden genau in der Zeit, als das Land durch den langen Bürgerkrieg erschüttert war. Zudem hatte er das Glück, dass er gleich in Cajamarca auf Atahualpa traf und dass alle Macht in der Person des Inka konzentriert war. Mit Atahualpa als Geisel wurden dessen Generäle handlungsunfähig. Nach seinem Tod brach das Herrschaftssystem zusammen: Adelige rivalisierten im Kampf um die Macht und viele schlugen sich auf die Seite der Spanier. Zugleich verlor die herrschende Schicht, deren Führungsanspruch sich auf jahrzehntelange Erfolge gegründet hatte, durch den Bruderkrieg und die Ereignisse von Cajamarca an Rückhalt im Volk. Von den Inka unterworfene Völker verweigerten sich dem Kampf gegen die Spanier, und einige verbündeten sich mit ihnen.

## Chroniken
Über die Eroberung des Inkareiches gibt es mehrere Berichte aus erster oder zweiter Hand – allerdings fast nur aus spanischer Sicht, weil die Inka keine Schrift kannten:
- Francisco de Xerez war Francisco Pizarros Privatsekretär und Augenzeuge der Gefangennahme Atahualpas. Er kehrte bald darauf nach Spanien zurück; 1534 erschien sein Buch „Verdadera relación de la conquista del Perú“. Online in deutscher Übersetzung auf Gutenberg.de Francisco de Xerez: Geschichte der Entdeckung und Eroberung Perus.(nach der Ausgabe Cotta, Tübingen 1843 Übersetzer H. Külb)
- Pedro Pizarro, ein Verwandter der Pizarro-Brüder, folgte Francisco 1530 als Page nach Amerika und war ebenfalls Augenzeuge der Schlacht von Cajamarca. Im Alter schrieb er die „Relación del descubrimiento y conquista de los reinos del Perú“, die er 1571 fertig stellte.
- Pedro de Cieza de León kam erst ein Jahrzehnt später nach Cusco, konnte aber viele Gefolgsleute der Pizarros befragen. Seine mehrbändige „Crónica del Perú“ erschien 1553.
- Agustín de Zárate kam 1543 als königlicher Buchhalter nach Peru. Seine „Historia de descubrimento y conquista del Peru“ erschien 1555.
- Titu Cusi Yupanqui, Exilherrscher in Vilcabamba, war zur Zeit der Eroberung noch ein kleines Kind. Er beschrieb 1570 in einen Brief an König Philipp II. und Vizekönig García de Castro, der „Relación de cómo los españoles entraron en Birú y el subceso que tuvo Manco Inca en el tiempo que entre ellos vivió“, die Ereignisse aus inkaischer Sicht.

Der Mönch „Celso Gargia“, dessen angeblicher Augenzeugenbericht sogar in Schulbüchern erwähnt wird, ist hingegen nur ein Phantasieprodukt.